# گلفام جوزف
گلفام جوزف (انگلیسی: Gulfam Joseph؛ زادهٔ ۱۷ دسامبر ۱۹۹۹) تیرانداز اهل پاکستان است. وی در بازی‌های المپیک تابستانی ۲۰۲۰ شرکت کرده‌است.